# Фонд міжнародної солідарності
Фонд міжнародної солідарності (FSM, англ. Solidarity Fund PL) — державний фонд Республіки Польща, створений у 1997 році з ініціативи Президента Республіки Польща. Метою Фонду є виконання завдань у сфері міжнародного співробітництва з розвитку, зокрема тих, що доручаються Міністром закордонних справ.

## Історія
Фонд був створений наприкінці 1990-х років з ініціативи Президента Республіки Польща. Його мета полягала в наданні допомоги країнам, які перебувають на шляху до ринкової економіки та приватного підприємництва, а також у підтримці їх економічного, соціального та політичного розвитку. У перші роки діяльності Фонд реалізував низку проєктів, серед яких: для України, Молдови, Казахстану та Грузії. Підготував та опублікував низку публікацій, присвячених польському трансформаційному досвіду. У 2005 році фонд припинив свою діяльність.
Завдяки ухваленню Сеймом Закону про співробітництво з метою розвитку від 16 серпня 2011 р. Фонд відновив свою діяльність, виконуючи завдання, доручені міністром закордонних справ у сфері співробітництва задля розвитку. Президентом Фонду став Кшиштоф Становський.
У 2012 році Фонд отримав права на логотип польського головування в Раді ЄС, розроблений Єжи Янішевським, автором логотипу Солідарності..
У лютому 2013 року було прийнято назву Solidarity Fund PL (у 1997—2002 рр. — Польська фундація ринкової трансформації «Wiedzie Jak», 2002—2013 рр. — Польська фундація міжнародного розвитку «Wiedzie Jak»).

## Напрями діяльності та програми
Fundacja prowadzi działania Фонд здійснює діяльність з розвитку співробітництва для інших країн. Він робить наголос на підтримці демократичних змін, розвитку громадянського суспільства, принципів доброго врядування, розвитку місцевої демократії, передачі досвіду економічної та політичної трансформації, підтримці вільних ЗМІ та правозахисних організацій. З 2012 року також організовує, на запит Міністерства закордонних справ, поїздки польських спостерігачів у складі виборчих місій ОБСЄ/БДІПЛ. Пріоритетним напрямом діяльності Фонду є країни Східного партнерства: Білорусь, Україна, Молдова, Грузія, Вірменія та Азербайджан.

## Президенти
- 2001—2004 — Яцек Ключковський 2004—2011 — Вальдемар Дубаньовскі 2011—2012 — Клаудія Войцеховська 2012—2017 — Кшиштоф Становскі 2017—2019 — Мацей Фальковський з 2019 — Рафал Дзєчоловський[3]